# FK Fjorentina
FK Fjorentina (ital. ACF Fiorentina) je fudbalski klub iz Firence, Italija i trenutno se takmiči u Seriji A. Titulu prvaka Italije osvajala dva puta, a Kup Italije šest puta.

## Istorija
Klub je osnovan 26. avgusta 1926. kao spajanje dva kluba: Libertas i Club Sportivo Firenze. Originalne boje crveno-bela su promenjene 1928. i od tada je klub poznat kao la viola (ljubičasti). Svoj prvi trofej klub je osvojio 1939/40, kup Italije, a prvi skudeto 1955/56. Bili su vicešampioni u naredne četiri sezone. U sezoni 1960/61. klub je ponovo osvojio kup Italije, i bio uspešan u Evropi osvojivši kup pobednika kupova protiv rendžersa. Šezdesetih klub je osvojio kup Italije i Mitropa kup 1966. i bili su šampioni Italije opet u 1968/69. Uspeh u kupu Italije je ponovljen 1975, ali bez ostvarenja sve do kraja devedesetih. Klub je čak i ispao sezone 1993/94 u Seriju B. Po povratku u seriju A klub se pokazao sposobnim za nove uspehe osvojivši kup Italije ponovo 1996. i Superkup Italije 2000.
2001. Fjorentina je upala u finansijsku krizu i dug od 50 miliona dolara. Vlasnik kluba, Vitorio Ceći Gori, dodao je još novca u klupsku kasu ali se to pokazalo kao nedovoljno. Na kraju sezone 2001/02. klub ispada u drugu ligu, ali odbija mesto u seriji B za narednu sezonu. Klub je ponovo osnovan novim vlasnikom, Diegom Delja Valjeom i takmiči se u seriji C2 koju sa lakoćom osvaja. Klub je ponovo otkupio prava da koristi svoje ime i registrovao se kao ACF Fjorentina, i uspeo je da se plasira u seriju B, izbegavši seriju C1, pošto je italijanska fudbalska federacija odlučila da proširi broj timova sa 20 na 24. Dupla promocija ostavila je određenu sumnju u italijanskoj štampi i javnosti. Bez obzira na to, Fjorentina je završila sezonu 2003/04. kao šesta, koje ih je plasiralo u plej-of rundu protiv Peruđe, koju je Fiorentina izbacila rezultatom od 2-1 agregatno. Kao jedni od mnogobrojnih italijanskih klubova upletenih u skandal nameštanja utakmica, sezonu 2006/07. počinju sa minusom od 15 bodova (smanjeno sa 19).

## Stadion
Fjorentina svoje utakmice igra na stadionu Artemio Franki koji prima 47.290 gledaoca. Artemio Franki se nekad zvao "Comunale di Firenze", a pre toga 30-ih "Giovanni Francesco Berta", sagrađen je 1931. godine od strane italijanskog arhitekte Pjer Luiđi Nervija i jedan je od najbitnijih građevina XX veka u Firenci. Izgrađen je od betona sa 70 metara visokim tornjem za zastave koji se zove "maratonska kula". Neke od utakmica na Svetskom prvenstvu 1990. su se igrale na ovom stadionu.

## Uspesi

### Nacionalni
- Serija A :

- Prvak (2)  : 1955/56, 1968/69.
- Viceprvak (5) : 1956/57, 1957/58, 1958/59, 1959/60, 1981/82.

- Kup Italije :

- Osvajač (6)  : 1939/40, 1960/61, 1965/66, 1974/75, 1995/96, 2000/01.
- Finalista (5) : 1958, 1959/60, 1998/99, 2013/14, 2022/23.

- Superkup Italije :

- Osvajač (1)  : 1996.
- Finalista (1) : 2001.

- Serija B :

- Prvak (3)  : 1930/31, 1938/39, 1993/94.

### Međunarodni
- Kup evropskih šampiona (današnja UEFA Liga šampiona) :

- Finalista (1) : 1956/57.

- Kup UEFA (današnja Liga Evrope) :

- Finalista (1) : 1989/90.

- Kup pobednika kupova :

- Osvajač (1)  : 1960/61.
- Finalista (1) : 1961/62.

- Liga konferencije :

- Finalista (2) : 2022/23, 2023/24.

- Mitropa kup :

- Osvajač (1)  : 1966.

- Anglo-italijanski Liga kup :

- Osvajač (1)  : 1975.

## Bivši igrači
Zvezda kluba, Luka Toni, otišao je u Minhenski Bajern. Neki od poznatijih igrača koji su igrali za ovaj klub su: Roberto Bađo, Gabrijel Batistuta, Štefan Efenberg, Brajan Laudrup, Frančesko Toldo, Rui Košta i Predrag Mijatović, Danijele Adani, Anđelo di Livio, Moreno Toričeli, Dušan Vlahović . Jedan od najpoznatijih bivših igrača je svakako i legenda kluba i grada Firence, Đankarlo Antonjoni, koji je rekorder po broju nastupa za ljubičaste.

## Spoljašnje veze
- Zvaničan sajt kluba